# 佐々木滋子
佐々木 滋子（ささき しげこ、1948年 - ）は、フランス文学者、一橋大学名誉教授。東京都生まれ。横浜市立大学文理学部卒業、東京都立大学 (1949-2011)大学院人文科学研究科博士課程満期退学。一橋大学法学部助教授、法学研究科法言語論部門教授。2012年定年退職。マラルメが専門。

## 著書
- 『『イジチュール』あるいは夜の詩学』水声社　1995
- 『狂気と権力 フーコーの精神医学批判』水声社　2007
- 『祝祭としての文学 マラルメと第三共和制』水声社　2012